# Lymexyloidea
De Lymexyloidea zijn een superfamilie van kevers uit de infraorde Cucujiformia.

## Taxonomie
De superfamilie is als volgt onderverdeeld:
- Familie Lymexylidae Fleming, 1821[1]
  - Onderfamilie Hylecoetinae Germar, 1818
  - Onderfamilie Lymexylinae Fleming, 1821[1]
  - Onderfamilie Atractocerinae Laporte, 1840
  - Onderfamilie Melittommatinae Wheeler, 1986